# Station radar de Petchora
La station radar de Petchora est un radar d’alerte précoce situé près de Petchora, dans la République des Komis, dans le nord de la Russie. C'est un élément clé du système d'alerte précoce russe contre les attaques de missiles. Il a été construit par l'Union soviétique et est devenu opérationnel en 1984,,. Il est géré par les forces de défense aérospatiales russes.

## Radar Daryal
Petchora est un radar Daryal, radar d’alerte précoce bistatique à balayage électronique constitué de deux grandes antennes distinctes à réseau phasé séparées de 1,5 km. Le groupe émetteur mesure 30 mètres sur 40, et le récepteur mesure 80 mètres sur 80. Il s'agit d'un système VHF fonctionnant à une longueur d'onde de 1,5 à deux mètres (150 à 200 MHz). La portée revendiquée pour une installation de Daryal est de 6 000 kilomètres.
À l'origine, au moins sept installations de Daryal étaient prévues, mais seules les deux premières installations achevées, Petchora et Gabala, ont  été opérationnelles. Deux types Daryal-U devaient être construits sur les sites de Balkhash et Mishelevka, Irkoutsk; ces derniers n'ont jamais été achevés. L'administration américaine Clinton a offert une aide financière pour achever l'installation de Mishelevka en échange de la modification du traité ABM afin de permettre le déploiement par les États-Unis d'un système national de défense antimissile. La Russie a rejeté cette proposition et, en 2002, les États-Unis se sont retirés unilatéralement du traité ABM.
Deux systèmes Daryal-UM devaient être construits à Skrunda (Lettonie) et à Moukatchevo (Ukraine). Celui de Moukatchevo en Ukraine n’a jamais été achevé après la chute de l’Union soviétique et les installations de Skrunda ont été rendues à la Lettonie pour être démolies,. Le site Daryal-U de Ienisseïsk (Krasnoïarsk) a suscité des inquiétudes dans l'ouest du pays quant au respect du Traité sur les missiles anti-balistiques lors de sa construction dans les années 1980. Après des années de négociations, en septembre 1989, les Soviétiques ont admis qu’il s’agissait d’une violation du traité, les travaux de construction ont cessé et les installations ont finalement été démantelées.